# IEEE 802.11ac
IEEE 802.11ac — стандарт беспроводных локальных сетей Wi-Fi, работающий в диапазоне частот 5 ГГц. Получил название Wi-Fi 5.
Обратно совместим с IEEE 802.11n (в диапазоне 5 ГГц) и IEEE 802.11a; устройства данного стандарта обычно также реализуют стандарт 802.11n в диапазоне 2,4 ГГц.
Стандарт позволяет существенно расширить пропускную способность сети, начиная от 433 Мбит/с (устройства с 433 Мбит/с на канал уже были доступны летом 2014 года) и до 6,77 Гбит/с при 8 MU-MIMO-антеннах. Это наиболее существенное нововведение относительно IEEE 802.11n.
Кроме того, ожидается снижение энергопотребления (Дж/бит), благодаря чему, в свою очередь, увеличится время автономной работы мобильных устройств.
В 2019—2020 гг. заменён стандартом IEEE 802.11ax (Wi-Fi 6).

## История
20 января 2011 года была принята первая черновая редакция версии 0.1. 1 февраля 2013 года принята черновая редакция версии 5.0 (завершено на 95 %). 4 апреля 2013 года обновлена черновая редакция версии 5.0 (завершено на 96 %).
В ноябре 2011 года бесфабричная компания Quantenna представила первый чипсет QAC2300 и референсный дизайн устройства, поддерживающего черновой вариант стандарта IEEE 802.11ac Draft 0.1. На выставке CES 2012 в январе 2012 года Broadcom представил линейку поддерживающих Draft 0.1 чипов со скоростями от 433 Мбит/с до 1,3 Гбит/с, а Buffalo — образец роутера. Первые устройства для конечного пользователя, роутер и бридж от Buffalo, появились в продаже лишь в мае 2012 года. Другие производители (Cisco, D-Link, Asus) также выпускали конечные устройства до выхода финальной версии стандарта в декабре 2013 года.